# Louise A. Lewis
Louise A. Lewis (2 de agosto de 1963 (61 años) es una botánica, algóloga, profesora, taxónoma, conservadora, y exploradora estadounidense.

## Carrera
En 1991, obtuvo su Ph.D. en biología vegetal, por la Universidad Estatal de Ohio.
Desarrolla actividades académicas y científicas en el Departamento de Biología Ecológica y Evolucionaria, Storrs, Connecticut, de la Universidad de Connecticut.

## Algunas publicaciones
- k. Fučíková, p.o. Lewis, louise a. Lewis. 2016. Chloroplast phylogenomic data from the green algal order Sphaeropleales (Chlorophyceae, Chlorophyta) reveal complex patterns of sequence evolution. Molecular Phylogenetics & Evolution 98: 176 - 183. DOI: /10.1016/j.ympev.2016.01.022

- a. Holzinger, k. Herburger, f. Kaplan, louise a. Lewis. 2015. Desiccation tolerance in the chlorophyte green alga Ulva compressa: Does cell wall architecture contribute to its ecological success? Planta 242: 477 - 492. DOI:/10.1007/s00425-015-2292-6

- k. Herburger, louise a. Lewis, a. Holzinger. 2015. Photosynthetic efficiency, desiccation tolerance and ultrastructure in two phylogenetically distinct strains of alpine Zygnema sp. (Zygnematophyceae, Streptophyta): Role of pre-akinete formation. Protoplasma 252: 571 - 589. DOI: 10.1007/s00709-014-0703-3

- m.c. Urban, louise a. Lewis, k. Fučíková, a. Cordone. 2015. The evolutionary ecology of pathogen resistance in wild salamander populations. Oikos 124: 274 - 284. DOI: 10.1111/oik.01598

- katia Sciuto, louise a. Lewis, Elie Verleyen, isabella Moro, nicoletta La Rocca. 2015. Chodatodesmus australis sp. nov. (Scenedesmaceae, Chlorophyta) from Antarctica, with the emended description of the genus Chodatodesmus , and circumscription of Flechtneria rotunda gen. et sp. nov. J. Phycol. 51: 1172 – 1188 resumen. DOI: /10.1111/jpy.12355

- r. Stancheva, j.d. Hall, k. Herburger, l.a. Lewis, r.m. McCourt, r.g. Sheath, a. Holzinger. 2014. Phylogenetic position of Zygogonium ericetorum (Zygnematophyceae, Charophyta) from a high alpine habitat and ultrastructural characterization of unusual aplanospores. Journal of Phycology, 50: 790 – 803. doi: 10.1111/jpy.12229

- l. Graham, louise a. Lewis, w. Taylor, c. Wellman, m. Cook. 2014. Early terrestrialization: transition from algal to bryophyte grade. En: D. Hanson, S. Rice (eds.) Advances in Photosynthesis and Respiration, v. 37: Photosynthesis in Early Land Plants, p. 9 - 28. Springer, Dordrecht.

- -----------, j.j Knack, m. Piotrowski, l.w. Wilcox, m.e. Cook, c. Wellman, w. Taylor, louise a. Lewis, p. Arancibia-Avila. 2014. Lacustrine Nostoc (Nostocales) and associated microbiome generate a new type of clotted microbialite. J. of Phycology 50: 280 - 291. DOI: 10.1111/jpy.12152

- k. Fučíková, f. Leliaert, e.d. Cooper, p. Škaloud, s. D’Hondt, o. de Clerck, c.f.d. Gurgel, louise a. Lewis, p.o. Lewis, j.m. López-Bautista, c.f. Delwiche, h. Verbruggen. 2014. New phylogenetic hypotheses for the core Chlorophyta based on chloroplast sequence data. Frontiers in Ecology & Evolution 2: 63. DOI: 10.3389/fevo.2014.00063

- -------------, p.o. Lewis, louise a. Lewis. 2014. Widespread desert affiliation of trebouxiophycean algae (Trebouxiophyceae, Chlorophyta) including discovery of three new desert lineages. Phycological Res. 62: 294 - 305. DOI: 10.1111/pre.12062 resumen.

- -------------, ------------, ------------------. 2014. Gene arrangement convergence, diverse intron content, and genetic code modifications in mitochondrial genomes of Sphaeropleales (Chlorophyta). Genome Biology & Evolution 6: 2170 - 2180. DOI: 10.1093/gbe/evu172

- -------------, ------------, ------------------. 2014. Putting incertae sedis taxa in their place: a proposal for ten new families and three new genera in Sphaeropleales (Chlorophyceae, Chlorophyta). J. of Phycology 50: 14 - 25. DOI: 10.1111/jpy.12118

- -------------, louise a. Lewis. 2012. Intersection of Chlorella, Muriella and Bracteacoccus: Resurrecting the genus Chromochloris Kol et Chodat (Chlorophyceae, Chlorophyta). Fottea 12 (1): 83 – 93,

- louise a. Lewis, richard m. McCourt. 2004. Green algae and the origin of land plants Archivado el 16 de noviembre de 2012 en Wayback Machine.. Am. J. Bot. 91 (10): 1535 - 1556 imagen a color (enlace roto disponible en Internet Archive; véase el historial, la primera versión y la última).

- ------------------, v.r. Flechtner. 2004. Cryptic species of Scenedesmus (Chlorophyta) from Desert Soil Communities of Western North America. J. Phycol. 40: 1127 – 1137.

- ------------------, -----------------. 2002. Green algae (Chlorophyta) of desert microbiotic crusts: diversity of North American taxa. Taxon 51: 443 - 451.

- ------------------. 1997. Diversity and phylogenetic placement of Bracteacoccus Tereg (Chlorophyceae, Chlorophyta) based on 18S ribosomal RNA gene sequence data. J. of Phycology 33: 279 - 285.

### Cap. de libros
- r.l. Chapman, m.a. Buchheim, c.f. Delwiche, t. Friedl, v.a.r. Huss, k.g. Karol, louise a. Lewis, j. Manhart, r.m. McCourt, j.l. Olsen, d.a. Waters. 1998. Molecular systematics of the green algae. En p.s. Soltis, d.e. Soltis, j.j. Doyle [eds.] The molecular systematics of plants II, 508–540. Kluwer Academic Publishers, Norwell, Massachusetts, EE. UU.

- joseph Seckbach (ed.) 2007. Algae and Cyanobacteria in Extreme Environments.
  - louise a. Lewis. Chlorophyta on Land. Independent Lineages of Green Eukaryotes from Arid Lands. Parte 6, p. 569 - 582, resumen

- La abreviatura «L.A.Lewis» se emplea para indicar a Louise A. Lewis como autoridad en la descripción y clasificación científica de los vegetales.[10]